# Tango Libre
Tango Libre è un film del 2012 diretto da Frédéric Fonteyne.

## Trama
Il film comincia con una rapina finita male: dopo l'assalto ad un furgone in cui una delle guardie giurate perde la vita, Henri e Dominic finiscono in carcere con una condanna a dieci e vent'anni. Jean-Christophe, secondino nella prigione in cui i due sono rinchiusi, vive solo e frequenta un corso per imparare a ballare il tango. Qui conosce Alice la moglie di uno dei due, giovane madre di un figlio avuto anni prima da Dominic ma di cui si prenderà la paternità (tacendolo al figlio) Fernand, il marito legittimo della ragazza. Alice visita frequentemente i due nel carcere, intrattenendo un ménage a trois, sotto lo sguardo tra il curioso e il morboso di Jean-Christophe. Ben presto Jean sente di essere innamorato della ragazza e in più occasioni le offre il suo aiuto sia con il figlio che con il rapporto burrascoso con i due uomini imprigionati costretti in isolamento per risse. Nel frattempo nel carcere, Fernand ingelosito dalla frequentazione di Alice, al corso di tango, con Jean, la guardia, suo partner di ballo, vuole farsi insegnare il tango da un argentino, incarcerato nella stessa ala della prigione: ai balli improvvisati durante l'ora d'aria partecipa l'intero gruppo dei carcerati in una atmosfera quasi felliniana. Un giorno, Jean-Christophe, minacciato da Antonio con la pistola del padre rinvenuta in un armadio, perché infastidito dalle sue continue avance nei confronti della madre, compie la pazzia di far fuggire con un'evasione rocambolesca Henri e Dominic: i tre uomini, assieme ad Alice e al figlio fuggono verso l'ignoto con la macchina della guardia.

## Riconoscimenti
- 2012 - Mostra internazionale d'arte cinematografica
  - Premio speciale della giuria Orizzonti
- 2012 - Warsaw International Film Festival
  - Grand Prix a Frédéric Fonteyne
- 2014 - Premio Magritte
  - Migliore sceneggiatura a Anne Paulicevich e Philippe Blasband
  - Migliore scenografia a Véronique Sacrez
  - Nominato a miglior film
  - Nominato a miglior regista
  - Nominato a miglior attore a François Damiens e Jan Hammenecker
  - Nominato a migliore promessa femminile a Anne Paulicevich
  - Nominato a migliore fotografia
  - Nominato a miglior sonoro
  - Nominato a migliore montaggio